# Adam Vella
Adam Vella (n. 12 iunie 1971, Melbourne, Victoria, Australia) este un trăgător de tir ce a reprezentat Australia, medaliat olimpic. A participat la 3 ediții ale Jocurilor Olimpice (2004, 2012, 2016) în care a câștigat o medalie de bronz.